# Aldeia dos Fernandes
Aldeia dos Fernandes est une paroisse civile portugaise (en portugais : freguesia) de la municipalité d'Almodôvar dans le district de Beja.

## Géographie
Le Mira passe au sud-ouest de la paroisse d'Aldeia dos Fernandes.

## Démographie
Lors du recensement de 2021, Aldeia dos Fernandes compte 515 habitants.